# Leninskij Prospekt

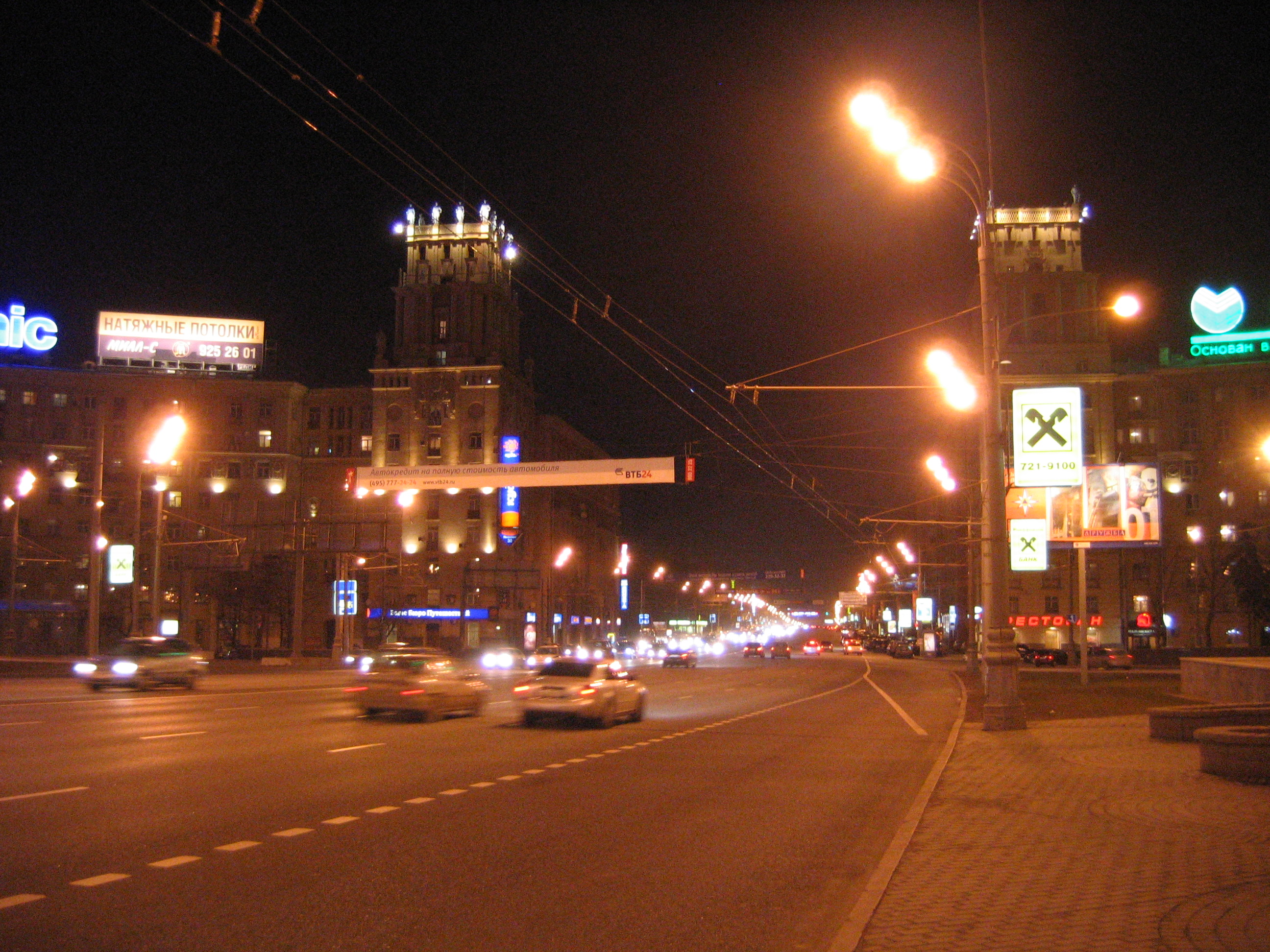
Leninskij Prospekt

Leninskij Prospekt (ryska: Ле́нинский проспе́кт) är en stor boulevard i Moskva. Den går från Oktjabrskaja i centrum till Jugo-Zapadnaja i stadens utkanter.
Det är den näst bredaste gatan i Moskva, efter Leningradskij Prospekt. Bredden varierar mellan 108 och 120 meter.